# Martin Guptill
Martin James Guptill (Auckland, 30 de setembro de 1986) é um jogador profissional de críquete da Nova Zelândia. Ele é um exímio batedor e representa a seleção nacional de seu país.
Em 2015, Martin Guptill quebrou o recorde de mais de pontos em uma Copa do Mundo de Críquete, com 237 pontos contra as Índias Ocidentais, o recorde era de 215 de Chris Gayle. Atualmente ele defende o Auckland Cricket Team.